# Катастрофа A330 над Атлантичним океаном
Катастрофа A330 над Атлантичним океаном — найбільша в історії Air France авіакатастрофа, що сталася 1 червня 2009 року. Airbus A330-203, що виконував рейс AF447 з Ріо-де-Жанейро в Париж, впав в Атлантичний океан через 3 години 45 хвилин після зльоту. Загинули усі 228 осіб, що перебували на борту, із них 216 пасажирів і 12 членів екіпажу.
Це найбільша катастрофа в історії авіакомпанії Air France і найбільша катастрофа пасажирського літака з 2001 року (до катастрофи Boeing 777 в Донецькій області 17 липня 2014 року, 298 загиблих)
У бразильському штаті Ріо-де-Жанейро 1 червня було оголошено триденну жалобу, а у Франції в соборі Нотр-Дам де Парі 3 червня відбулося жалобне богослужіння, на якому був присутній президент Ніколя Саркозі.
Остаточний звіт про причини катастрофи був опублікований 5 липня 2012 року. Як причини були названі обмерзання трубок Піто, відключення автопілота та неузгоджені дії екіпажу, що призвело до звалювання повітряного судна та його падіння в океан.

## Рейс 447

### Повітряне судно
Літак Airbus 330—203, реєстраційний номер F-GZCP, серійний 660 був випущений у 2005, перший політ — 25 лютого. 18 квітня 2005 був переданий авіакомпанії Air France. На день катастрофи здійснив 2644 цикли «взліт-посадка», налітавши 18 870 годин.

### Екіпаж та пасажири

#### Льотний екіпаж
- Командир повітряного судна — 58 річний Марк Дюбуа (фр. Marc Dubois) Дуже досвідчений пілот, пропрацював в авіакомпанії Air France 12 років і 2 місяці (з 1 квітня 1997 року). Як КПС керував літаками Caravelle XII, Boeing 737, Airbus A320 і Airbus A340. На посаді командира Airbus A330 — з 27 жовтня 2006 року. Налітав понад 10 988 годин (6258 з них як КПС), понад 1700 з них — на Airbus A330.
- Другий пілот — 37-річний Давид Робер (фр. David Robert). Досвідчений пілот, пропрацював в авіакомпанії Air France 9 років і 10 місяців (з липня 1998 року). Як другий пілот керував літаками Airbus A320 і Airbus A340. На посаді другого пілота Airbus A330 — з 1 жовтня 2002 року. Налітав 6547 годин, 4479 з них — на Airbus A330.
- Другий пілот-стажист — 32-річний П'єр-Седрік Бонен (фр. Pierre-Cédric Bonin). Досвідчений пілот, пропрацював в авіакомпанії Air France 5 років і 7 місяців (з жовтня 2003 року). Керував літаками Airbus A320 і Airbus A340. На посаді другого пілота-стажиста Airbus A330 — з 1 грудня 2008 року. Налітав 2936 годин, 807 з них на Airbus A330. Його дружина Ізабель Бонен (фр. Isabelle Bonin) також перебувала на борту літака як пасажир.

#### Кабінний екіпаж
У салоні літака працювали 9 бортпровідників — 3 старших стюарди та 6 стюардів і стюардес :
- Енн Гримут (фр. Anne Grimout), 49 років — старший стюард.
- Франсуаза Соник (фр. Françoise Sonic), 54 роки — старший стюард.
- Мерилін Коломбіс-Мессі (фр. Maryline Colombies-Messaud), 46 років — старший стюард.
- Клара Амадо (фр. Clara Amado), 31 рік.
- Лукас Гальяно (порт. Lucas Gagliano), 23 роки.
- Керол Гійомон (фр. Carole Guillaumont), 31 рік.
- Стефані Шумакер (фр. Stéphanie Shoumacker), 39 років.
- Себастьян Ведоваті (фр. Sébastien Vedovati), 33 роки.
- Лоренс Япі-Десмоц (фр. Laurence Yapi-Desmots), 44 роки.

#### Пасажири
На борту авіалайнера перебували 216 пасажирів (126 чоловіків, 82 жінки, 7 дітей і 1 немовля), громадяни 33 країн. Літак був заповнений практично повністю — вільними залишалися три пасажирських місця з 219.
Загальна кількість людей на борту — 228.

## Хронологія подій

### Дані про хід подій
- 22:03 — виліт з Ріо-де-Жанейро (31 травня).
- 01:33 — останній голосовий зв'язок з літаком: екіпаж повідомив, що політ проходить нормально, висота 11000 метрів, швидкість 840 км / год, можливе час входу в зону відповідальності Дакара (Сенегал) через 50 хвилин.
- 01:48 — літак вийшов із зони видимості бразильської РЛС.
- 02:00 — автоматичне повідомлення системи ACARS.
- 02:20 — автоматичне повідомлення системи ACARS — «турбулентність», «відключення автопілота».
- 02:30 — в розрахунковий час зв'язку з диспетчером в Дакарі рейс 447 не вийшов на зв'язок.

### Зникнення літака
Рейс AF447 вилетів з Ріо-де-Жанейро в Париж о 23:29. Через 2,5 години пілоти повідомили про турбулентності, потім бортовий комп'ютер літака передав кілька службових повідомлень, після чого зв'язок з літаком був втрачений. Вдень 1 червня представники Air France заявили, що шансів знайти літак цілим практично не залишилося, і під кінець дня було оголошено, що літак розбився.

## Короткий опис подій, що відбулися в пілотській кабіні
Політ виконували три пілоти: командир і два других пілоти. На крейсерському ешелоні командир пішов відпочивати, його місце зайняв другий пілот і почав виконувати обов'язки пілота, що не летить (далі PNF), обов'язки пілота, що летить (далі PF), виконував другий пілот на правому кріслі.
Радіолокатор показував попереду грозову хмарність і пілоти обговорювали можливість польоту на більшому ешелоні (на більшій висоті). Політ виконувався по верхній межі хмарності.
У кабіні з'явився запах озону і незвичайний шум, який пілоти раніше ніколи не чули (можливо кристали льоду). PF зменшив число М до 0.8 і ввімкнув систему захисту двигунів від обмерзання.
Відбувається різке зменшення показань швидкості (датчики Піто забиті льодом), відключається автопілот і автомат тяги.
PF швидко і майже до механічного упору відхилив ручку управління (sidestick) вліво і на себе. За 10 секунд тангаж збільшився до 11° і включилася сигналізація виходу літака на режим звалювання.
Лівий і резервний індикатори швидкості показують швидкість нижче 100 вузлів, літак набирає висоту з вертикальною швидкістю до 7000 футів на хвилину зі змінним креном до 10 відповідно до відхилень sidestick PF. Літак перетнув ешелон польоту 370 і продовжував набір висоти.
Важелі управління двигунами було встановлено в положення приблизно 2/3 ходу вперед, що призвело до виходу двигунів на режим 85 % N1. Вертикальна швидкість зменшилася до 100 футів на хвилину, кут атаки зменшився до 3°, крен літака був під контролем.
Бюро з розслідування катастрофи, аналізуючи ситуацію, вважає, що після різкого втручання PF управління літаком схоже нормалізувалося, але початковий набір висоти був надмірним.
Пілоти викликали командира в кабіну екіпажу.
Незабаром знову активізувалася сигналізація про звалювання. PF відхилив на себе sidestick, внаслідок чого кут тангажу збільшився до 13°, а кут атаки до 10°. На літаку виникла аеродинамічна тряска. Через 5 секунд важелі управління двигунами були переведені в положення максимальної тяги. Бюро вважає, що з цього моменту управління траєкторією польоту було втрачено.
PF утримував кут тангажу між 11° і 23° на кабрування, водночас кут атаки був між 11° і 18°.
З'явилася правильна індикація швидкості — 185 вузлів. Літак знижувався зі наростальною вертикальною швидкістю (близько 4000 футів на хвилину), швидкість зменшилася до 160 вузлів.
У кабіну увійшов командир. Перед цим припинилася сигналізація про звалювання (оскільки швидкість була малою, показання датчиків кута атаки сприймалися комп'ютером як помилкові). Висота становила 35800 футів, вертикальна швидкість 9100 футів на хвилину, швидкість менше ніж 100 вузлів, кут тангажу +12°, режим двигунів 102 % N1.
Ніхто з пілотів не пояснив командиру, що сталося. З цього моменту показань швидкості у пілотів більше не було.
Через шум у кабіні PF вирішив випустити інтерцептори, вважаючи, що швидкість занадто велика. Але ніхто з пілотів його не підтримав.
PNF запитав командира: «Що нам робити?» Командир відповів: «Я не знаю, літак знижується».
Йде діалог між пілотами, знижується літак або набирає висоту.
PF каже: «Як він може знижуватися, при повністю взятому sidestick на себе?»
PNF: «Набирай, набирай, набирай!»
PF: «Але я і так взяв sidestick повністю на себе».
PNF узяв на себе управління.
Командир: «Давай, тягни».
PF: «Давай, тягни, тягни, тягни ….»
Аж до зіткнення сигналізація про звалювання активізувалася, коли тангаж зменшувався, і припинялася, коли тангаж збільшувався. На активізацію сигналізації пілоти реагували взяттям sidestick на себе, після чого сигналізація припинялася.
Аналіз Бюро показав, що ніхто з пілотів не міг вирішити, якій індикації вірити, а якій ні.
Бюро зробило такі твердження:
- Сталася неузгодженість між каналами вимірювання швидкості через забивання датчиків Піто кристалами льоду
- Упізнавши втрату індикації швидкості пілоти не виконали чеклист «Ненадійні показання швидкості»
- Обидва других пілоти не отримали тренування з ручного керування літаком на великій висоті. — Незабаром після активізації сигналізації про звалювання PF встановив максимальну тягу двигунів і взяв sidestick на себе.
```
 
— Менш ніж за хвилину після вимкнення автопілота літак було виведено за межі експлуатаційної області польоту через відхилення sidestick головним чином на кабрування.

 
— Ніхто з пілотів не звернув увагу на сигналізацію про звалювання
```

- Ніхто з пілотів не зрозумів, що літак перебуває в режимі звалювання
```
 
— У пілотів не було індикації кута атаки.
```

Серед рекомендацій, опублікованих бюро, були: — запровадити індикацію кута атаки ; — проводити тренування з ручного пілотування літака на великій висоті.

## Хронологія подальших подій

### 1 червня
05:30 — ВПС Бразилії почали пошуки зниклого літака.
07:15 — Авіакомпанія Air France повідомляє про критичну ситуацію.
09:10 — Відповідно до розкладу, рейс AF447 повинен прибути в аеропорт імені Шарля-де-Голля.
09:35 — Паризький аеропорт офіційно оголосив про те, що рейс AF447 зник.
10:17 — Пошуково-рятувальні групи ВПС Бразилії вирушила на пошуки літака поблизу острова Фернанду-ді-Норонья.
10:36 — Air France повідомляє про відсутність яких-небудь новин з борту зниклого літака.
11:16 — Міністр навколишнього середовища Жан-Луї Борлоо (фр. Jean-Louis Borloo) повідомив, що до цього часу в літаку вже мало б закінчитися авіапальне. Він додав: «Тепер ми повинні розглядати найтрагічніший сценарій. Міністр припустив, що літак міг не розбитися».
11:42 — Air France підтвердила повідомлення про неполадки з електропроводкою на зниклому літаку.
12:13 — Air France пропонувала, щоб неполадки з електропроводкою могли бути викликані ударом блискавки.
15:15 — Жан-Луї Борлоо відзначив, що більшість із 228 пасажирів зниклого літака — бразильці, в той час мінімум 40 із них — французи, ще 20 — німці.
16:32 — Представник пресслужби Air France повідомив, що на борту рейсу 447 присутні 80 бразильців. Крім них, серед пасажирів були також німці, італійці, китайці, англійці, іспанці та один росіянин.
16:51 — Президент Франції Ніколя Саркозі відзначив, що тепер шанси знайти зниклих дуже малі.
17:56 — Управляючий Air France в аеропорту Галеан Жоржі Ассунсау повідомив, що на борту літака, що впав, перебували (були присутні) росіяни.
18:10 — Air France оголосила повний список пасажирів рейсу 447. На його борту присутні 33 країни.

### 2 червня
12:30 — Бразильські пошукові літаки виявили уламок літака в 650 кілометрах на північний схід від бразильського архіпелагу Фернанду-ді-Норонья.
18:58 — Встановлено точне місце падіння зниклого літака.
20:09 — Бразильські та французькі органи влади підтвердили, що уламки, виявлені в Атлантичному океані за 650 кілометрів від бразильського узбережжя, справді належать зниклому літаку. авіакомпанії Air France.

### 3 червня
09:00 — Міністр оборони Бразилії Нельсон Жобім попереджує, що відшукати бортові самописці зниклого рейсу 447 буде непросто через глибину океану.
16:37 — Французьке бюро з розслідування та аналізу безпеки цивільної авіації (BEA) повідомляло, що самописки розбитого літака так і не будуть знайдені.
17:08 — Стало відомо, що Президент Франції Ніколя Саркозі взяв участь у релігійній церемонії для сімейних пасажирів рейсу 447.

### 4 червня
21:00 — ВПС Бразилії відмовляються від більш ранніх заяв та стверджують, що уламки, знайдені в Атлантичному океані, в тому числі дерев'яні піддони та бакени, фактично є всього лише «морським сміттям». Це також говорить про те, що велика пляма палива, ймовірно, не пов'язана з літаком.

### 6 червня
17:00 — Бразильська пошукова група виявила особисті речі пасажирів і тіла двох померлих чоловіків за 900 кілометрів від архіпелагу Фернанду-ді-Норонья. Посеред речей було знайдено шкіряну валізу з білетом на рейс і рюкзак з ноутбуком. Також були знайдено синє крісло літака, дихальна маска та фрагмент вертикального хвостового стабілізатора літака.

### 7 червня
Протягом дня знайдено ще 14 тіл, загальна кількість — 16 тіл. Air France затверджує, що вона робить заміну трубок Піто на всіх літаках «Airbus», що виходить із запропонованих варіантів, що дефектні датчики старого типу, можливо, викликають катастрофу.

### 8 червня
Найвища секція вертикального хвостового стабілізатора рейса 447
Бразильська пошукова команда вивільнює з океану частину вертикального хвостового стабілізатора, пофарбованого в кольорах Air France. ВМС Бразилії повідомляють, що в зоні катастрофи було виявлено близько сотні об'єктів, включаючи сидіння та кисневі маски з емблемою Air France.

### 9 червня
Бразильські чиновники заявляють, що загалом знайдено 41 тіл. Перші 16 тіл, знайдені за вихідні дні, прибудуть на рятувальну базу на Фернанду-ді-Норонья, розташовану недалеко від берега Бразилії. Інші 25 тіл будуть доставлені пізніше.

### 10 червня
Французький атомний підводний човен «Emeraude», обладнаний високоточним гідролокатором, досягає ділянки катастрофи, щоб узятися до пошуку бортових самописців.